# De Kwakel
De Kwakel è una località olandese, di 3.940 abitanti, facente parte del comune di Uithoorn, nella provincia dell'Olanda Settentrionale, nei pressi del confine con la provincia dell'Olanda Meridionale. In passato era conosciuta col toponimo Quackel.
De Kwakel sorge nei pressi delle cittadine di Aalsmeer e Kudelstaart.
Il nome De Kwakel deriva da Kwakel o Kwakeltje, vecchia parola olandese per ponte, ad indicare il ponte pedonale sul fiume Kleine Drecht (Piccolo Drecht).
I primi insediamenti risalgono al XVI secolo.